# Garzewo
Garzewo (Duits: Alt Garschen) is een plaats in het Poolse district  Olsztyński, woiwodschap Ermland-Mazurië. De plaats maakt deel uit van de gemeente Świątki en telt 190 inwoners.